# The Alfee
The Alfee é uma banda japonesa, atualmente assinou contrato com a EMI Music Japan. O trio é composto por Masaru Sakurai no baixo, Kohnosuke Sakazaki no violão e Toshihiko Takamizawa na guitarra, com todos os três compartilhando os vocais principais. Eles estrearam em 1974 como uma banda folk. Logo caminharam para o hard rock, mas o som deles é bem eclético e diversificado. O grupo foi ranqueado em 92° lugar no ranking de artistas japoneses da HMV Japan.
Em 1983, nove anos após sua estréia, a banda finalmente teve um grande hit com o single XVI, " Marie-Anne ". Logo no ano seguinte, seu maior sucesso, "Hoshizora no Distance", com mais de 500 mil cópias vendidas. Desde então, muitos de seus singles conseguiram altas posições na parada da Oricon. Takamizawa, também conhecido como "Takamiy", é o líder e compositor do grupo, sendo também responsável pela maioria dos arranjos nos últimos anos. A maioria dos sucessos é cantada por Masaru Sakurai, sendo que elaborados solos de guitarra e violão são marcantes nas canções da banda. 
The Alfee é conhecido por seus inúmeros concertos, havendo uma turnê no Japão todos os anos desde 1981 e também realizou uma escala (principalmente no exterior),em todos os verões de 1982 a 2006, com final em 2009.
Já fizeram canções para obras famosas da cultura pop japonesa, como Uchuu Senkan Yamato, Doraremon, Galaxy Express 999 e Ultraman.  

## Membros
- Masaru Sakurai (桜井贤) (vocais, baixo)
- Kohnosuke Sakazaki (坂崎幸之助) (vocais, violão, percussão, gaita)
- Toshihiko Takamizawa - "Takamiy" (高见沢俊彦) (vocais, guitarra, violão e teclados)

### Ex-membro
- Yasuo Miyake (三宅康夫) (vocais e guitarra)